# Paolo Bagellardo
Paolo Bagellardo (Fiume Veneto, inizi XV secolo – Padova, 1492-1494 circa) è stato un pediatra italiano.

## Biografia
Si laureò in medicina a Padova e in quella università ottenne la cattedra di medicina nel 1472. Trasferitosi a Venezia nel 1480, tornò in seguito a Padova, dove visse fino alla morte.
Nel 1472 apparve il suo Libellus de aegritudinis et remediis infantium, diviso in due parti che trattano questioni di puericoltura e, in 22 capitoli, le malattie dei bambini. L'opera è il primo trattato di pediatria e deve la sua originalità alla sapiente fusione, compiuta dall'autore, della ricca tradizione medica persiana con il pensiero occidentale.